# Mary Parets
Mary Parets (28 de noviembre de 1928-19 de enero de 1998) fue una actriz argentina que desarrolló su carrera en el cine y el teatro de su país en las décadas de 1930 y 1940.
En cine tuvo una breve pero interesante carrera, destacándose en el filme Mujeres que trabajan (1938) como la hermana caprichosa del personaje encarnado por Fernando Borel debido a su relación sentimental con el director Manuel Romero desde 1934 hasta fines de 1938. También puede señalarse su actuación en Al toque de clarín (1941) junto a los integrantes del dúo Rafael Buono-Salvador Striano. 
En teatro fue muchos años integrante de la compañía de Paulina Singerman, con quien hizo giras internacionales. En 1944 se incorporó a la compañía del primer actor Pepe Arias. En 1954 trabajó en la obra El ángel de barro, de Gerardo Ribas, en el Teatro Patagonia acompañando a Lucía Barause, Tencha Bauzá, Juan Carrara, María Concepción César, Lalo Hartich, Fernando Heredia, Andrés Mejuto, Pola Neuman, Horacio O'Connor, Mario Passano y Antonio Provitilo. En 1961 trabajó en la obra Un muchacho llamado Daniel, de Malena Sandor, en el Teatro Ateneo acompañando a Marta González, Ricardo Petraglia, Ricardo Salinas y Oscar Soldati
En televisión trabajó en 1953 en el programa Cinco voces de mujer juntamente con Nelly Daren, Leda Urbi, Tina Helba y Pepita Meliá.

## Filmografía
Intervino como actriz en los siguientes filmes:
- Una ventana a la vida (1953)
- La serpiente de cascabel (1948) …Beba
- Viaje sin regreso (1946) …Susana
- Stella (1943)
- Al toque de clarín (1941)
- Petróleo (1940)
- Los pagarés de Mendieta (1939) …Betti
- Ambición (1939)
- Mujeres que trabajan (1938)
- La vuelta de Rocha (1937) …Susana Peña
- Los muchachos de antes no usaban gomina (1937)…Lucy Rosales
- Don Quijote del Altillo (1936)
- El caballo del pueblo (1935) …Nena